# Wincanton Classic de 1989
A 1.ª edição da Wincanton Classic teve lugar em 30 de julho de 1989. Conseguida pelo Neerlandés Frans Maassen, da equipa Superconfex-Yoko, é a sexta prova da Copa do mundo.

## Classificação final
| Pos. | Ciclista           | Equipa            | Tempo           |
| ---- | ------------------ | ----------------- | --------------- |
| 1    | Frans Maassen      | Superconfex-Yoko  | 5 h 59 min 21 s |
| 2    | Maurizio Fondriest | Do Tongo          | + 2 s           |
| 3    | Sean Kelly         | PDM-Concorde      | m.t.            |
| 4    | Etienne De Wilde   | Histor-Sigma      | m.t.            |
| 5    | Teun van Vliet     | Panasonic-Isostar | m.t.            |
| 6    | Paolo Rosola       | Gewiss-Bianchi    | m.t.            |
| 7    | Herman Frison      | Histor-Sigma      | m.t.            |
| 8    | Bruno Cornillet    | Z-Peugeot         | m.t.            |
| 9    | Sammie Moreels     | Lotto             | m.t.            |
| 10   | Stephan Joho       | Ariostea          | m.t.            |